# Dryadodaphne crassa
Dryadodaphne crassa là một loài thực vật có hoa trong họ Atherospermataceae. Loài này được Schodde ex Philipson miêu tả khoa học đầu tiên năm 1986.